# Biserica armenească din Constanța
Biserica armenească din Constanța este un monument istoric aflat pe teritoriul municipiului Constanța.
Biserica este construită în stilul arhitectonic tradițional armenesc. Este ctitorită în 1880 de Nazaret Torosian.